# Marceli Stark
Marceli Stark   (Lviv, 19 de setembre de 1908 - Varsòvia, 4 de maig de 1974) matemàtic polonès.
Stark va néixer a Lemberg quan aquesta ciutat era de sobirania austrohongaresa (avui és Lviv, Ucraïna) en una família jueva humil. El 1926, en completar els seus estudis secundaris, va ingressar en la universitat de Lwow (la ciutat era aleshores polonesa i havia canviat el nom) en la qual es va graduar el 1933. Des de 1929 va ser assistent de Stefan Banach a la universitat. Durant la Segona Guerra Mundial va ser internat en el gueto de Varsòvia del qual només va sortir per a ser presoner en els camps de concentració de Budzyń, Majdanek, Płaszów, Ravensbrück i Sachsenhausen, Acabada la guerra va tornar a Polònia, on va ser nomenat professor de matemàtiques de la universitat de Wroclaw el 1947. A partir de 1950 i fins a la seva mort, va ocupar un càrrec de direcció al Institut de Matemàtiques de l'Acadèmia Polonesa de Ciències.

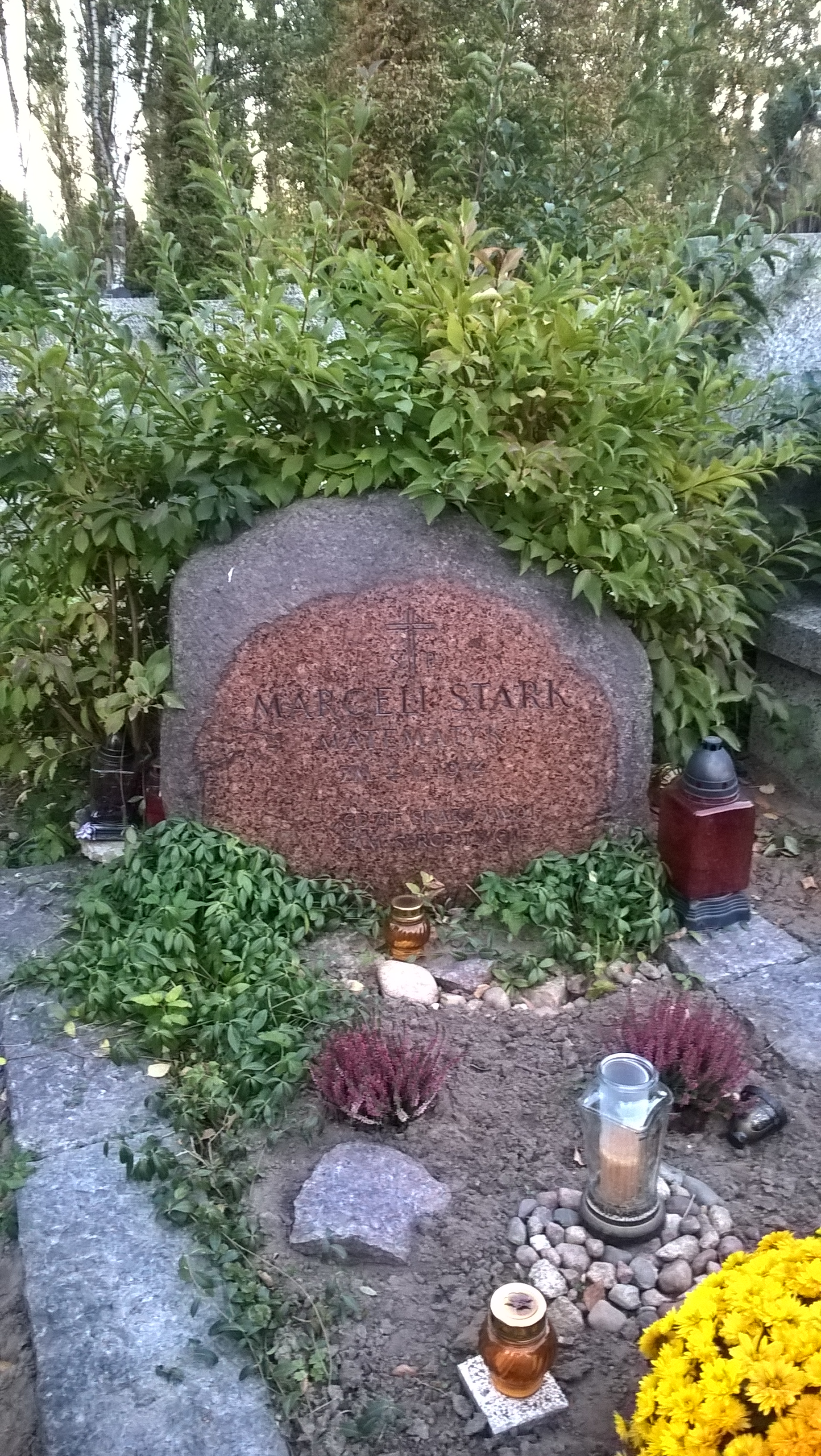
Tomba de Stark a un cementiri de Varsòvia

Stark va ser força conegut pels seus treballs editorials i per la publicació de diferents llibres de text, alguns d'ells en col·laboració amb Andrzej Mostowski. Després de mort, es va publicar el seu diari de presoner del camp de treball a Budzyń, un esgarrifós testimoni dels maltractaments constants dels guàrdies nazis i ucraïnesos del camp.